# Torre de Kuala Lumpur
A Torre de Kuala Lumpur (Menara Kuala Lumpur) ou Torre KL, foi construída em 1995 na cidade de Kuala Lumpur, Malásia. Tem 421 m (1381 pés) e é actualmente a 7.º torre mais alta do mundo.